# Turngemeinde in Berlin
Turngemeinde in Berlin 1848 e. V. (TiB) ist ein deutscher Sportverein. Die TiB ist der älteste noch existierende Sportverein in Berlin. Von der Mitgliederzahl ist die TiB der neuntgrößte von ungefähr 2400 Vereinen in Berlin.

## Geschichte
Am 16. April 1848 wurde der Männer-Turnverein „Turngemeinde in Berlin“ als erster Turnverein in Berlin-Brandenburg zur Pflege des „Deutschen Turnens“ nach Friedrich Ludwig Jahn gegründet. Eingeschriebene Befürworter bei der Gründungsversammlung waren 92 Personen. Eingeschriebene turnende und Beitrag zahlende Mitglieder waren 58.

„Frisch, frei, fröhlich, fromm. Das ist der Turner Reichtum!“

1879 brachte die TiB mit den Mitteilungen für die Turngemeinde in Berlin die erste Gauzeitung der Deutschen Turnerschaft und eine der ersten Sportzeitungen Deutschlands überhaupt heraus. Seit 1890 durften auch Frauen in der TiB turnen, seit 1926 hatten sie auch Stimmrecht im Verein. Ab 1932 besaß der Verein ein eigenes Vereinsheim, 1933 wurde das noch heute existierende Vereinsgelände an der Hasenheide, Lilienthalstraße 17, erworben.
Während der Nazi-Herrschaft diente die Turngemeinde in Berlin als Tarnorganisation der KPD.
Die TiB ist einer von zwei Berliner Turnvereinen, die über ein eigenes historisches Archiv verfügen.
1945 wurde TiB wie alle Sportvereine von den Alliierten verboten und enteignet, das Vereinsgelände wurde durch die Besatzungsmächte genutzt. 1949 wurde der Verein wieder zugelassen und erhielt sein Gelände zurück. Im März 2018 besitzt der Verein u. a. zwei Bootshäuser in Spandau, ein Wassersportzentrum in Treptow und eine Tennis- sowie Badminton-Tennishalle.

## Sportarten
Der Verein bietet Aikido, Baseball, Beachvolleyball, Bogensport, Discgolf, Double Disc Court, Fechten und Moderner Fünfkampf, Fitness- und Gesundheitssport, Freizeitsport, Freizeitvolleyball, Hockey, Ju-Jutsu, Judo, Jugger, Kanu, Kyudo, Leichtathletik, Ninjutsu, Pencak Silat, Rudern, Schwimmen, Shinson Hapkido, Softball, Sportakrobatik, Taekwondo, Tai Chi, Tanzsport, Tennis, Thaiboxen / Muay Thai, Touch Rugby, Triathlon / Cross Skating, Turnen, Ultimate Frisbee und Wasserball an.